# Шкода камик
Шкода камик (чеш. Škoda Kamiq) градски је кросовер чешког произвођача аутомобила Шкода, који се производи од 2019. године.
Назив камик је први пут коришћен јунa 2018. године на субкомпактном кросоверу изграђеном искључиво за тржиште у Кини. Други субкомпактни кросовер за међународно тржиште, са истим именом, представљен је фебруара 2019. на сајму аутомобила у Женеви.

## Међународна верзија
Заснован је на концепту Vision X, који је јавности представљен 2018. године. Камик је субкомпактни кросовер, то јест најмањи је Шкодин кросовер. Позициониран је испод већих кросовера карока и кодијака. Камик за међународно тржиште је дебитовао на сајму у Женеви 2019. године. Производња је кренула у јуну, а испоруке су званично почеле у септембру 2019. године. Шкода је уложила око 100 милиона евра у производњу овог модела. Производи се у Младој Болеслави уз моделе октавију, фабију, скалу и карок.

### Опрема
Аутомобил је изграђен на Фолксвагеновој MQB A0 платформи. Дакле, ради се о мањем аутомобилу дужине 4,2 метра са погоном на предње точкове, слично као Фолксваген т-крос или Шкода скала. Камик са поменутим аутомобилима има заједничку техничку основу, неке елементе дизајна и унутрашњост. Запремина пртљажног простора је 400 литара, а при обарању задњих седишта пртљажни простор износи 1.395 литара.
Доступан је у два нивоа опреме. Основни ambition укључује девет ваздушних јастука, лед предња светла и задња светла, аутоматско кочење за детекцију пешака, аутоматско пребацивање дневних светла и кратког светла, помоћ у возној траци, мануелни клима уређај. Поседује и темпомат, путни рачунар, 6,5 инчни екран и предња седиштима са лумбалном подршком. Као у многим Шкодиним возилима, такође и камик поседује кишобран скривен у вратима. Други ниво опреме style додатно поседује 16-инчне фелне, би-лед предња светла, двозонску аутоматску климу, задње паркинг сензоре, болеро мултимедијални систем са 8-инчним екраном осетљивим на додир, амбијентално осветљење, кожни вишенаменски управљач, улаз без кључа, електрично преклопљива спољна огледала, сензор светлости и кише. Могуће је и наручити различите преференцијалне пакете опреме.
На европским тестовима судара 2019. године, камик је добои максималних пет звездица за безбедност.

### Мотори
Мотори си идентични као код скале, три турбобензинца, и по једна верзија на турбодизел и гас (CNG).
| Ознака    | Цилиндри/ вентили | Снага           | Максимални обртни момент | Мењачи              | Потрошња       | Максимална брзина | Убрзање (0–100 km/h) |
| Бензин    | Бензин            | Бензин          | Бензин                   | Бензин              | Бензин         | Бензин            | Бензин               |
| --------- | ----------------- | --------------- | ------------------------ | ------------------- | -------------- | ----------------- | -------------------- |
| 1.0 TSI   | 3/4               | 70 kW / 95 КС   | 175 Nm                   | 5 мануелни          | 5,1 l / 100 km | 181 km/h          | 11,1 сек.            |
| 1.0 TSI   | 3/4               | 85 kW / 114 КС  | 200 Nm                   | 6 мануел. / 7 аутмт | 5,1 l / 100 km | 194 km/h          | 9,9 сек.             |
| 1.5 TSI   | 4/4               | 110 kW / 148 КС | 250 Nm                   | 6 мануел. / 7 аутмт | 5,1 l / 100 km | 213 km/h          | 8,3 сек.             |
| Дизел     |                   |                 |                          |                     |                |                   |                      |
| 1.6 TDI   | 4/4               | 85 kW / 114 КС  | 250 Nm                   | 6 мануел. / 7 аутмт | 4,2 l / 100 km | 193 km/h          | 10,2 сек.            |
| Гас       |                   |                 |                          |                     |                |                   |                      |
| 1.0 G Tec | 3/4               | 66 kW / 89 КС   | 145 Nm                   | 6 мануелни          |                |                   |                      |

### Галерија
- предњи део
- задњи део
- унутрашњост

## Кинеска верзија
Кинеску верзију Шкоде камик је дизајнирало и изградило заједничко Фолксвагеново и кинеско SAIC Motor предузеће SAIC Volkswagen. Ова верзија је представљена на сајму аутомобила у Пекингу априла 2018. године, а производња покренута у јуну исте године. Кинеска верзија камика је нешто већа од међународне верзије, дужине 4.390 мм. У понуди је варијанта само са једним мотором, 1,5 литарским турбобензинцем од 81 kW, са петостепеним мануелним и шестостепеним аутоматским мењачем.